# Infrarrojo de barrido frontal

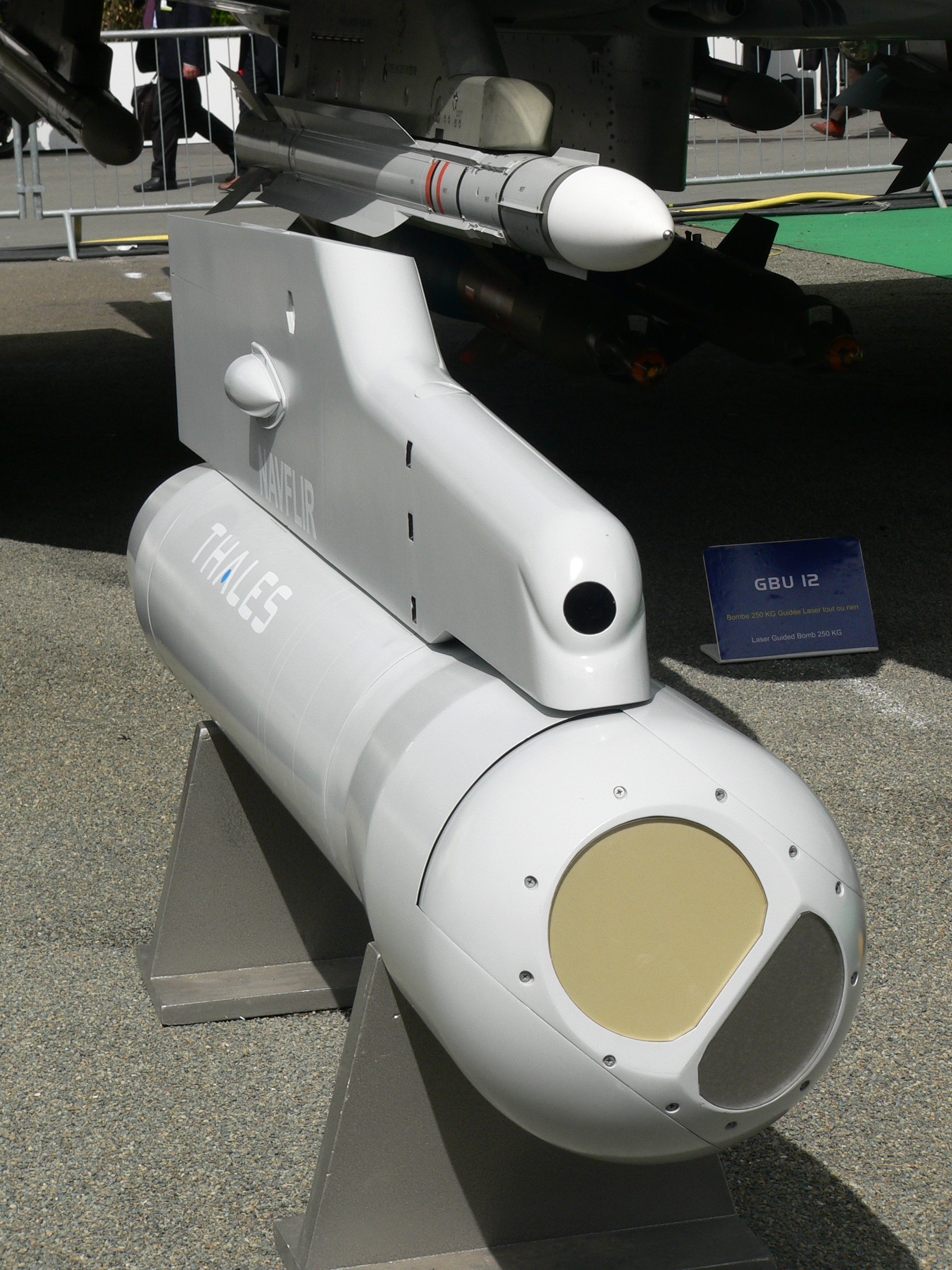
Pod de navegación por infrarrojos (NAVFLIR) de Thales para aviones.

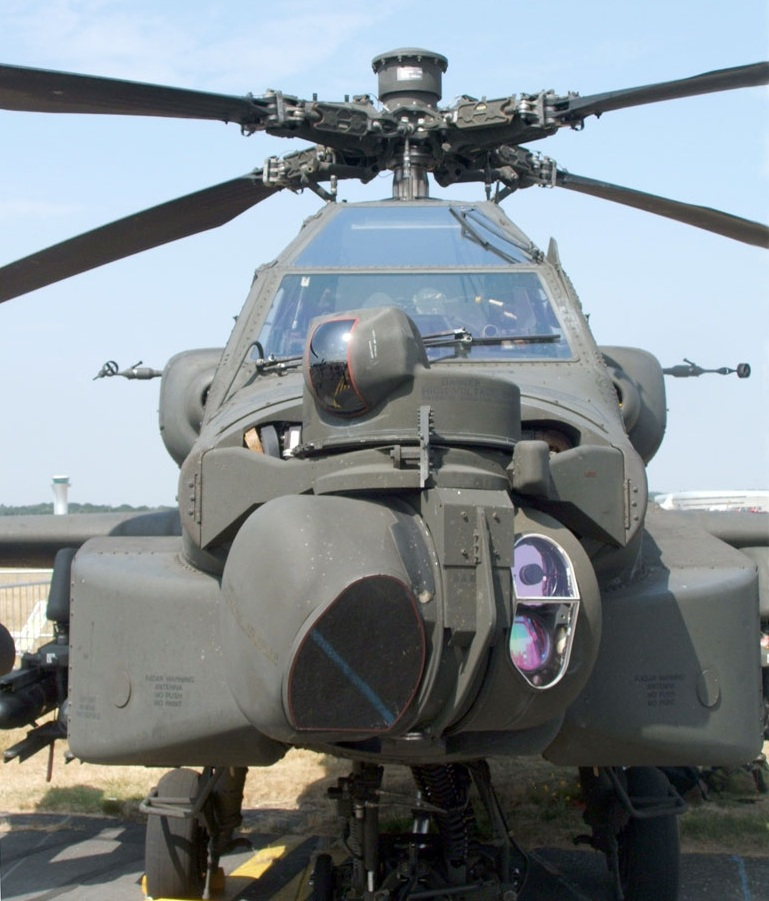
Sensores frontales de un helicóptero AH-64 Apache, que incluyen dispositivos FLIR.

Infrarrojo de barrido frontal, o FLIR por sus siglas en inglés (Forward Looking InfraRed), es una tecnología de imagen que detecta la radiación infrarroja.
Desde que los dispositivos FLIR usan la detección de energía termal para crear la "imagen" que se forma en salida de vídeo, pueden ser usados para ayudar a los pilotos y conductores a dirigir sus vehículos de noche, y con niebla, o detectar objetos calientes en un fondo frío cuando está completamente oscuro (como en una noche nublada sin luna). La longitud de onda de la radiación infrarroja que detectan los FLIR, 3 a 12 micrómetros, difiere significativamente de la de visión nocturna, que funciona en el espectro visible cerca de rangos infrarrojos (de 0,4 a 1,0 micrómetros).